# A Moody Christmas
A Moody Christmas es una serie de televisión australiana que se estrenó el 31 de octubre de 2012 por medio de la cadena ABC1, y terminó sus transmisiones el 5 de diciembre de 2012. La serie contó con la participación de los actores Rob Carlton, Mandy McElhinney, entre otros.
En abril del 2013 se anunció que la serie tendría una secuela titulada The Moodys la cual se estrenó en febrero de 2014.

## Historia
La serie se centra en la familia Moody, cada Navidad se reúnen para compartir las fiestas, sin embargo la familia todos los años debe de enfrentarse a la diversión, las peleas, los malos regalos, los tíos aburridos, los suegros arrogantes, secretos familiares y excentricidades de cualquier integrante de la familia.
Todo comienza con Dan Moody regresando a Australia para pasar la Navidad con su familia después de haber estado por dos años en Londres, Al llegar a casa se encuentra con sus padres Kevin y Maree, su tío Terry, sus hermanos Bridget y Sean, su abuela Gwen, su primo Hayden; Roger y Cora Benson, la novia arrogante de Hayden.

## Personajes
| Actor            | Personaje      | Ocupación                   | N.º de episodios | Duración |
| ---------------- | -------------- | --------------------------- | ---------------- | -------- |
| Ian Meadows      | Dan Moody      | -                           | 6                | 2012     |
| Patrick Brammall | Sean Moody     | -                           | 6                | 2012     |
| Rachel Gordon    | Bridget Moody  | Agente de Bienes Raíces     | 6                | 2012     |
| Danny Adcock     | Kevin Moody    | -                           | 6                | 2012     |
| Tina Bursill     | Maree Moody    | -                           | 6                | 2012     |
| Darren Gilshenan | Terry Moody    | -                           | 6                | 2012     |
| Guy Edmonds      | Hayden Roberts | -                           | 6                | 2012     |
| Jane Harber      | Cora Benson    | -                           | 6                | 2012     |
| Phil Lloyd       | Roger Quaill   | Urbanista del Consejo Local | 6                | 2012     |
| Robina Beard     | Gwen Dawes     | -                           | 6                | 2012     |

### Personajes Recurrentes
| Actor           | Personaje | N.º de episodios | Duración |
| --------------- | --------- | ---------------- | -------- |
| Helen Dallimore | Peggy     | 4                | 2012     |
| Chum Ehelepola  | Chris     | 4                | 2012     |
| David Field     | Rhys      | 2                | 2012     |
| Annie Maynard   | Irene     | 2                | 2012     |
| Toby Mennie     | Max Moody | 1                | 2012     |

## Episodios
Entre los sucesos de cada episodio han transcurrido 12 meses y se centran en el día de Navidad en casa de los Moody.
| N.º | Título                           | Fecha de Transmisión    |
| --- | -------------------------------- | ----------------------- |
| 1   | "Separate Seats"                 | 31 de octubre de 2012   |
| 2   | "Operation Sex Via The Homeless" | 7 de noviembre de 2012  |
| 3   | "Decapod Crustaceans"            | 14 de noviembre de 2012 |
| 4   | "I'm Walt Roskow"                | 21 de noviembre de 2012 |
| 5   | "Water Under The Bridge"         | 28 de noviembre de 2012 |
| 6   | "Last Minute Airfare"            | 5 de diciembre de 2012  |

## Premios y nominaciones
| Año  | Categoría                                          | Premio      | Nominado (os)                | Resultado |
| ---- | -------------------------------------------------- | ----------- | ---------------------------- | --------- |
| 2013 | Comedy: Narrative (episodio "Separate Seats")      | AWGIE Award | Phil Lloyd & Trent O’Donnell | Ganaron   |
| 2013 | Comedy: Narrative (episodio "Decapod Crustaceans") | AWGIE Award | Phil Lloyd & Trent O’Donnell | Nominados |
| 2013 | Best Performance in a Television Comedy            | AACTA Award | Patrick Brammall             | Ganó      |
| 2013 | Best Television Comedy Series                      | AACTA Award | A Moody Christmas            | Nominado  |
| 2013 | Best Screenplay in Television (episodio 5)         | AACTA Award | Trent O’Donnell & Phil Lloyd | Nominados |

## Producción
La serie fue escrita y creada por Trent O'Donnell y Phil Lloyd en Jungleboys.
Los productores ejecutivos son Jason Burrows y Debbie Lee, mientras que el productor es Andy Walker.
En agosto del 2013 se reveló que la cadena FOX haría un remake de la serie, los productores ejecutivos serán Doug Ellin, Trent O’Donnell y Phil Lloyd. Los productores serán Eric, Kim Tannenbaum y Jason Burrows de Jungleboys y el director será Trent O’Donnell.
Una versión norteamericana de la serie fue anunciada en agosto del 2013, la serie fue escogida para un piloto de FOX. Sin embargo el 18 de julio de 2014 se anunció que la versión norteamericana no seguiría.